# Лугинбюль, Бернхард

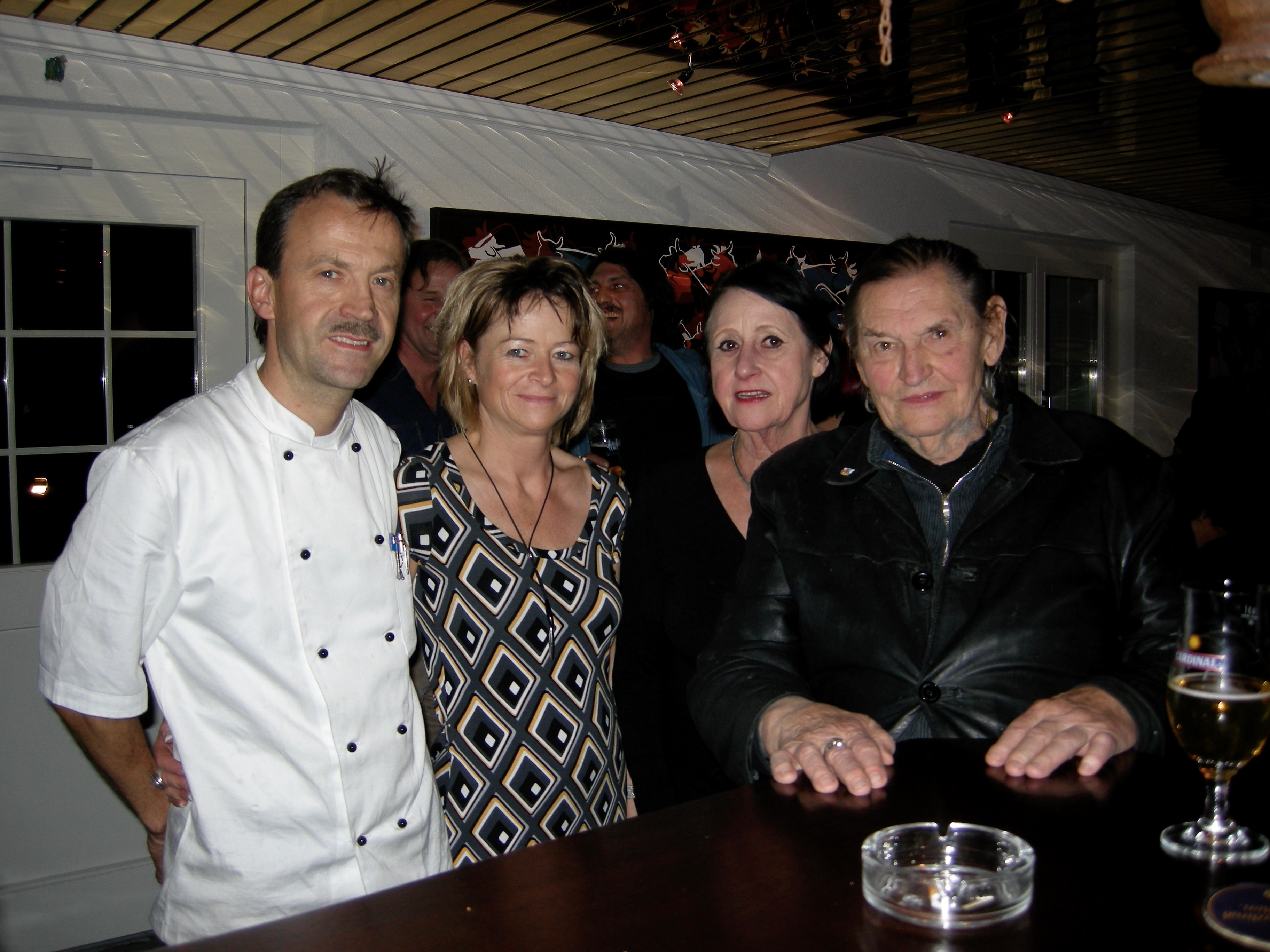
Бернхард Лугинбюль и Ханс-Юли Лайзи

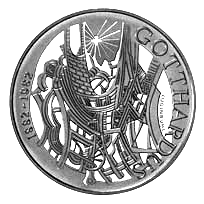
Швейцарская монета 1982 года дизайна Б. Лугинбюля

Ханс Бернхард Лугинбюль (нем. Hans Bernhard Luginbühl, 16 февраля 1929, Берн — 19 февраля 2011, Лангнау-им-Эмменталь) — швейцарский скульптор и кинорежиссёр, представитель кинетического искусства.

## Жизнь и творчество
После получения профессионального образования как скульптор Бернхард Лугинбюль работает, вместе со своей второй женой Урзи, как свободный художник. В этом браке у него родились трое сыновей - Брутус, Базиль и Иван. Первой его супругой - с 1950 по 1957 год - была Грети Кляй, которой он посвятил свою скульптуру «Грети». Многие годы Б. Лугинбюль был дружен с другим известным швейцарским скульптором современности, Жаном Тенгели. 
В 1950 и в 1956 годах Б.Лугинбюлю присваиваются швейцарские национальные премии в области культуры. Известность к нему приходит во второй половине 1950-х годов как мастеру пластических работ из железа. Особый интерес вызывали скульптуры, созданные из металлических отходов, собранных на заброшенных индустриальных объектах и пунктах приёма металлолома. Его пластика «Изящная агрессия» представлена в 1959 году на Первой швейцарской выставке садоводства G|59 как часть абстрактной, получившей международное признание скульптурной группы «Сад поэтов» паркового архитектора Эрнста Крамера. Его скульптурой «Телль» в 1957 году была представлена Швейцария на Всемирной выставке EXPO-67 в Монреале. В 1954 и в 1977 годах скульптор участвует в Касселе в выставках современного искусства  documenta III и documenta 6 соответственно. В 1968 году Б. Лугинбюль выставляет в художественном музее Берна своего «Большого циклопа». Из крупных пластических работ ему следуют «Атлас» в 1970, «Скарабей» в 1978, «Лягушка» (1986-1987) и «Близнец» (2003). В 1989 году в залах бернского Райтхалле проходит большая выставка его работ из металла. Многие его металлические скульптуры выставлены на улицах и площадях городов различных стран Европы - «Большой жираф» и «Серебряный дух» (1966) в Цюрихе, две работы находятся в Гамбурге, из которых «Малый циклоп» (1967) был удостоен художественной премии этого города. Второй является 25-тонная стрекоза (1981-1982), изготовленная из гребной части танкера и выставленная на дамбе, защищающей Гамбург от наводнений, напротив Шведской морской церкви. 
Среди прочих художественных акций и проектов Лугинбюль известен своими сожжениями созданных им предметов искусства - впервые в 1979 году в Берне. Тогда он поджигает деревянную статую «Гнев». Акция сопровождается музыкой, фейерверком, обильным угощением зрителей. В 1981 всё это повторяется в Берлине-Кройцберге, где сжигается «Берлинский гнев» и в Бургдорфе в 1983 с «Последним гневом». В 1999 году, в связи с 70-летием скульптора, ему разрешается сжечь «Огненное колесо». а в 2000 в Гуртене, на смену тысячелетия - 24-метровую скульптуру «Сильвестр», над созданием которой год работали десять человек. Летом 2002 года на Фирвальдштедтском озере Лугинбюль сжигает своего «Штандсштадского дракона». 
Б. Лугинбюль работает также как кинорежиссёр. Он - создатель мультфильма «Драма одинокой собаки» (1967), документалистики «Малый Эмментальфильм» (1970) и биографического «Художник Адольф Вёльфли» (1977). 
Б. Лугинбюль является автором дизайна швейцарской юбилейной монеты номиналом в 5 франков, отчеканенной в 1982 году, изображающей железную дорогу через Санкт-Готтард. 
В швейцарском Бургдорфе находится персональный музей пластических работ Б. Лугинбюля.

## Галерея

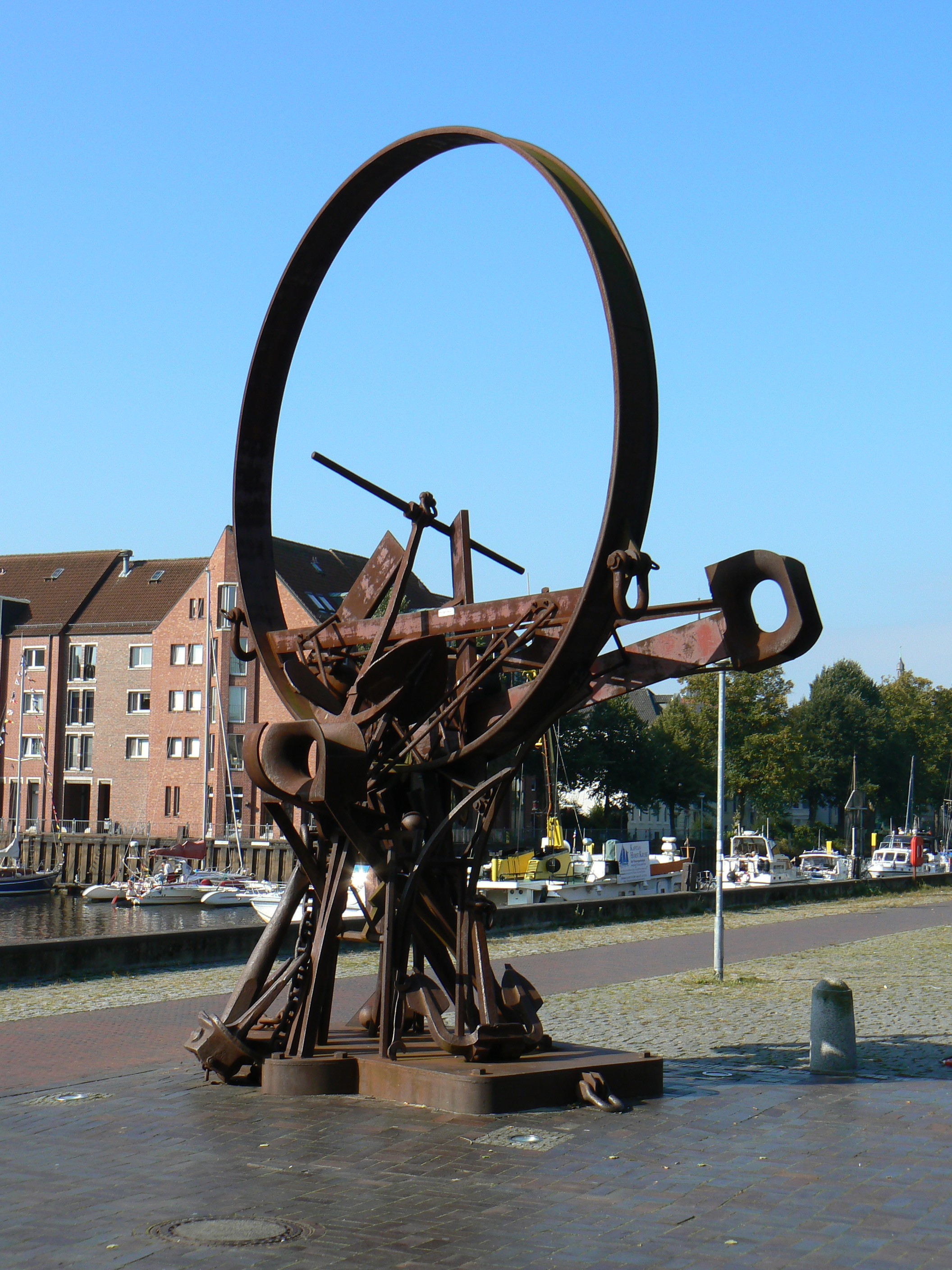
Скульптура в Ольденбурге
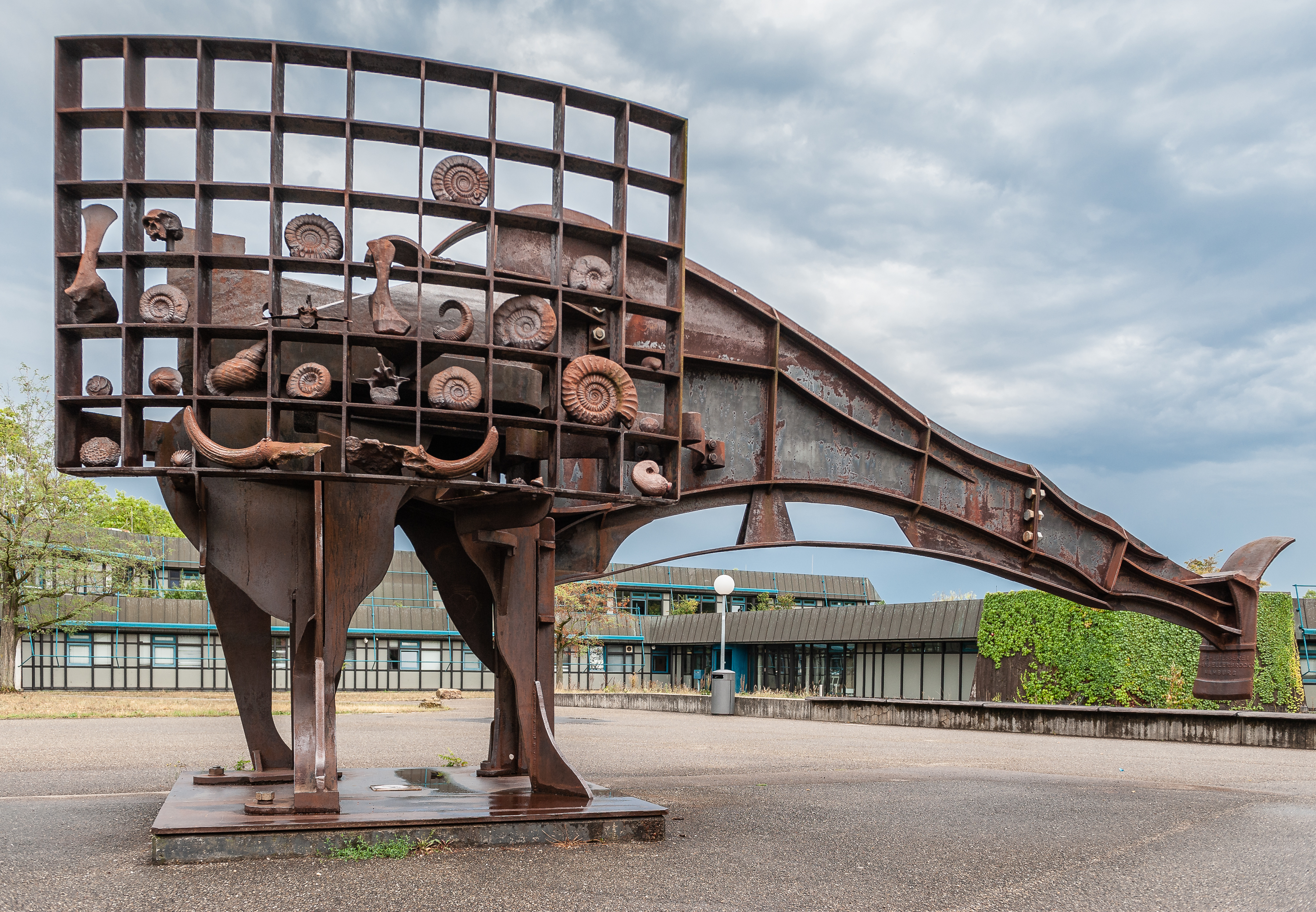
«Динозавр» в Штутгарте (1982-1984)
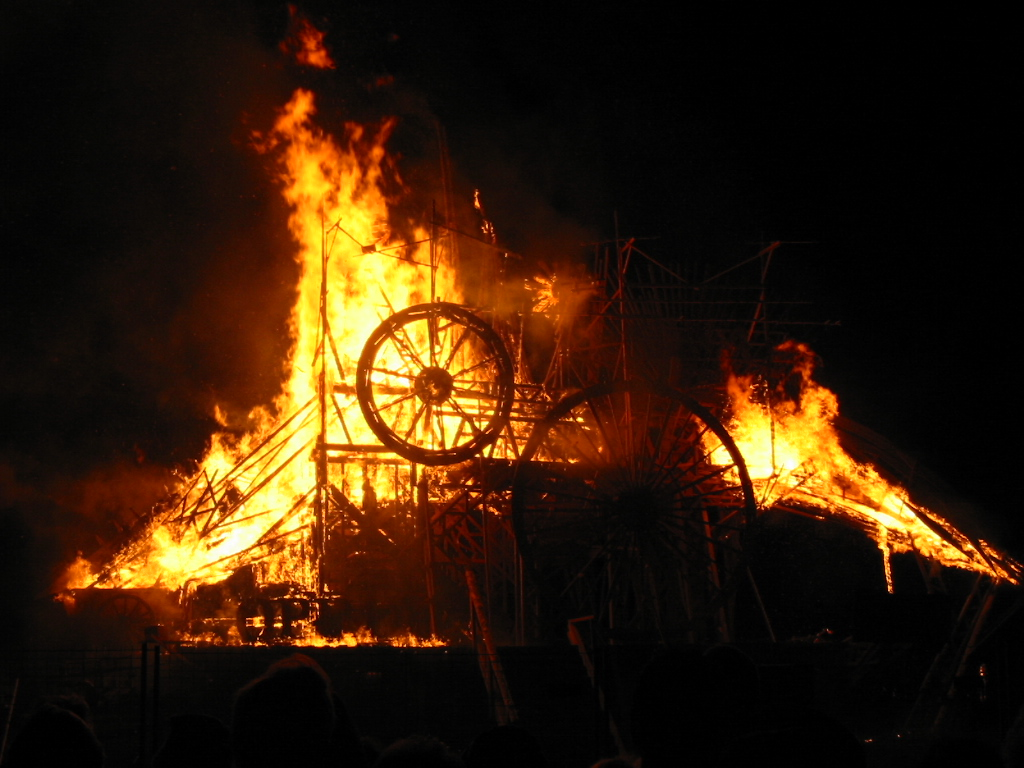
«Сигнал», Мон-Вулли (2002)
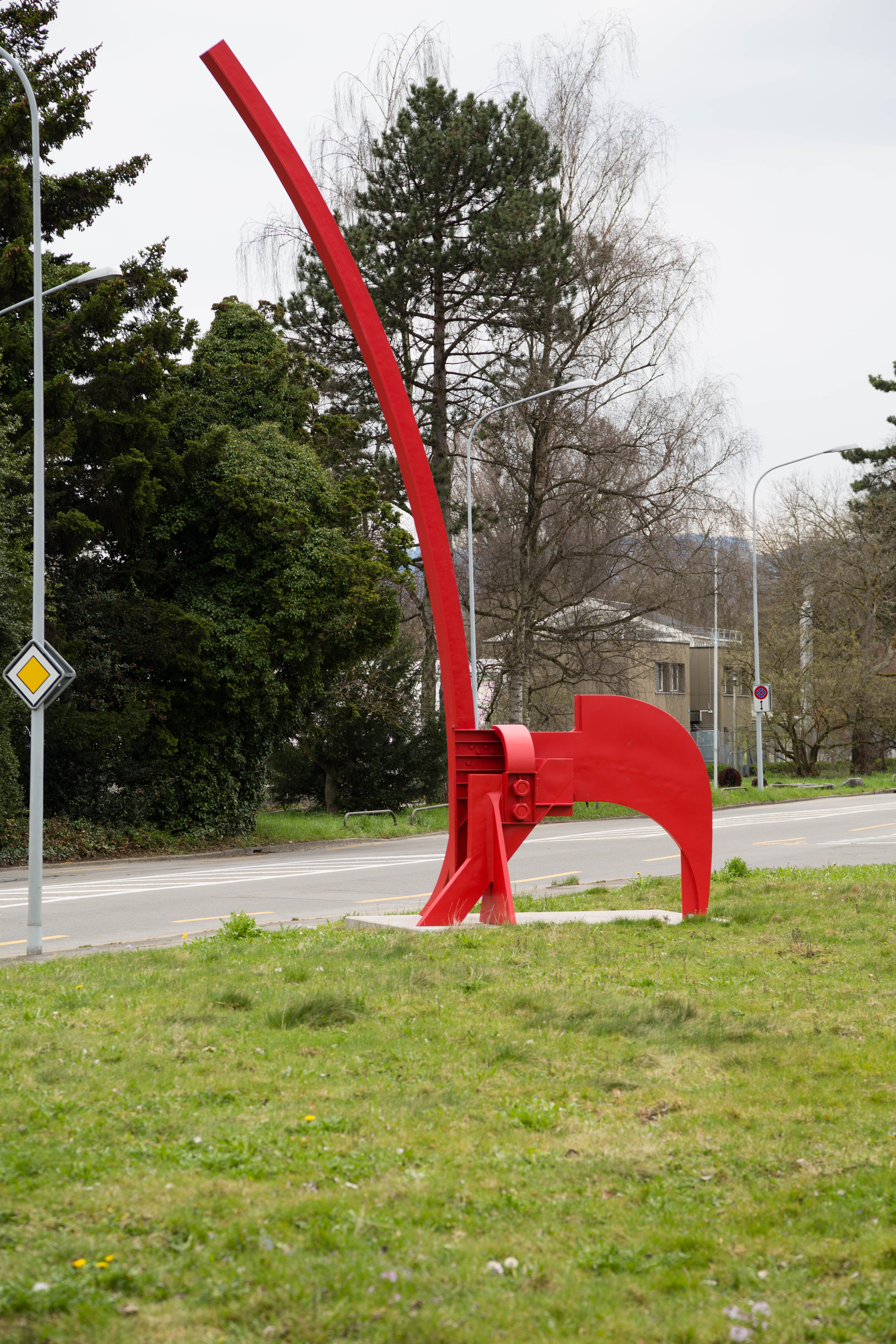
«Большой жираф» в Цюрихе
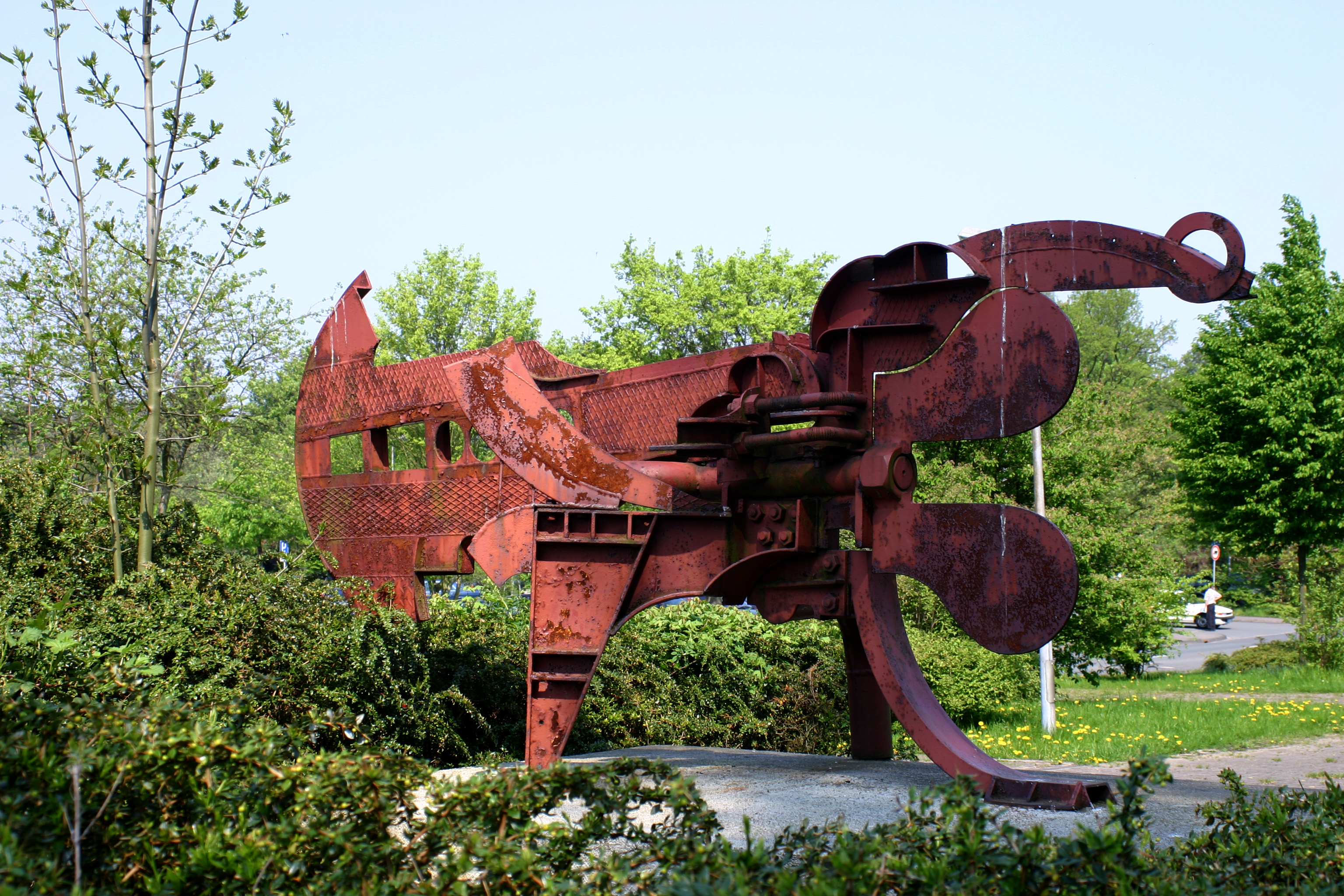
«Сэм» (1967)
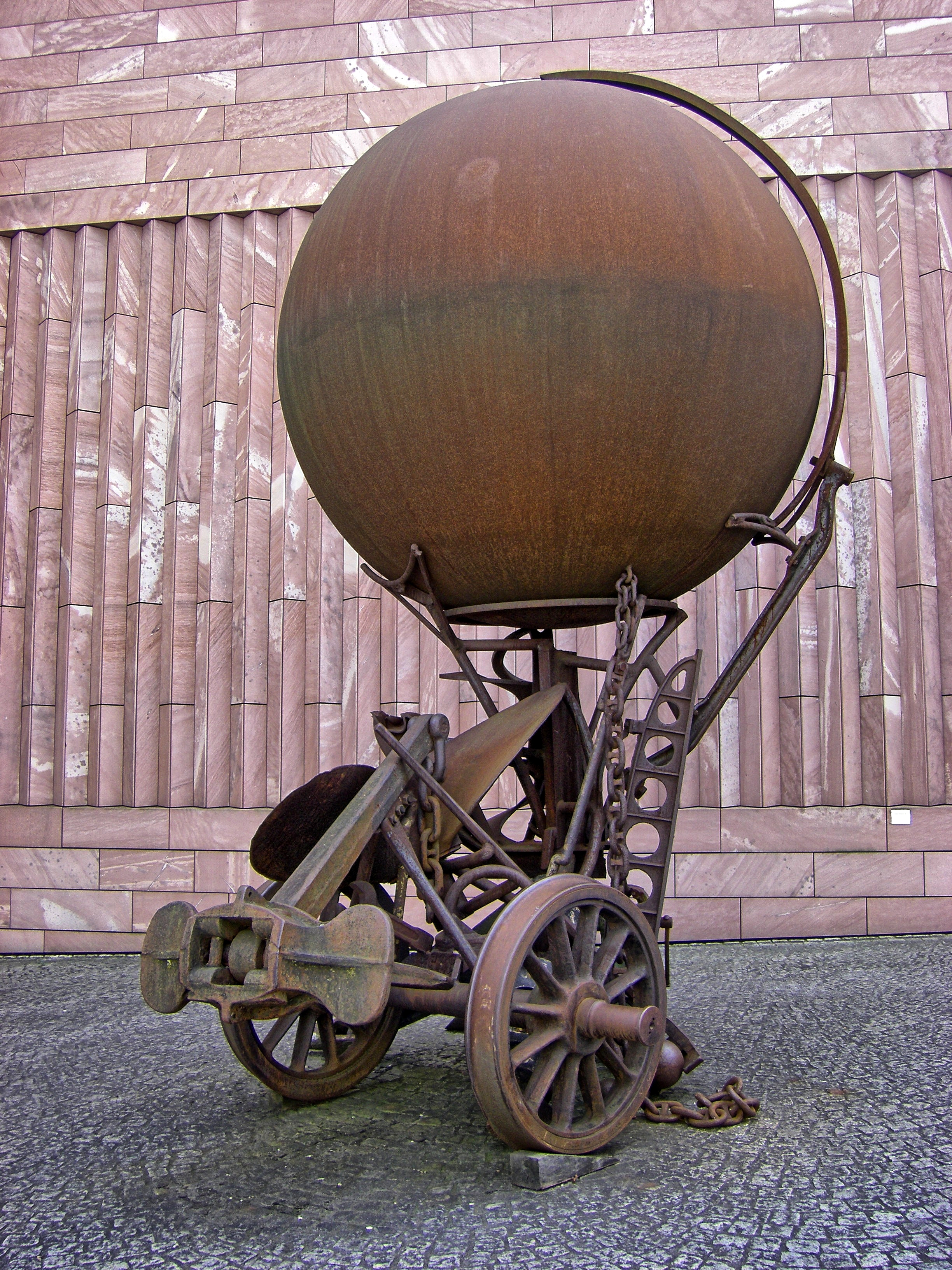
«Толстяк» (1996), музей Тэнгли, Базель